# Pereiros (Carrazeda de Ansiães)
Pour les articles homonymes, voir Pereiros.
Pereiros est un village portugais de la municipalité de Carrazeda de Ansiães, de 14,70 km2 de superficie et 235 habitants (2011) avec une densité de 16 hab/km2.